# Collegio uninominale Sicilia - 02 (2017)
Il collegio elettorale uninominale Sicilia - 02 è stato un collegio elettorale uninominale della Repubblica Italiana per l'elezione del Senato tra il 2017 ed il 2022.

## Territorio
Come previsto dalla legge elettorale italiana del 2017, il collegio era stato definito tramite decreto legislativo all'interno della circoscrizione Sicilia.
Era formato dal territorio di 36 comuni: Alimena, Aliminusa, Altavilla Milicia, Bagheria, Blufi, Bompietro, Caccamo, Caltavuturo, Campofelice di Roccella, Castelbuono, Casteldaccia, Castellana Sicula, Cefalù, Cerda, Collesano, Ficarazzi, Gangi, Geraci Siculo, Gratteri, Isnello, Lascari, Montemaggiore Belsito, Petralia Soprana, Petralia Sottana, Polizzi Generosa, Pollina, Resuttano, San Mauro Castelverde, Santa Flavia, Sciara, Scillato, Sclafani Bagni, Termini Imerese, Trabia, Valledolmo e Villabate e da parte del territorio del comune di Palermo (quartieri Brancaccio-Ciaculli, Cuba-Calatafimi, Mezzomonreale-Villatasca, Oreto-Stazione, Montegrappa-Santa Rosalia, Settecannoli e Villagrazia-Falsomiele).
Il collegio era quindi compreso tra la città metropolitana di Palermo e la provincia di Caltanissetta (per il solo comune di Resuttano).
Il collegio era parte del collegio plurinominale Sicilia - 01.

## Eletti
| Elezione | Elezione | Senatore       | Partito               |
| -------- | -------- | -------------- | --------------------- |
|          | 2018     | Loredana Russo | Movimento 5 Stelle    |
|          | 2022     | Loredana Russo | Insieme per il futuro |

## Dati elettorali

### XVIII legislatura
Come previsto dalla legge elettorale, 116 senatori erano eletti con sistema a maggioranza relativa in altrettanti collegi uninominali a turno unico.
| Candidati              | Candidati                | Voti    | %     | Liste                                | Voti    | %     |
| ---------------------- | ------------------------ | ------- | ----- | ------------------------------------ | ------- | ----- |
|                        | Loredana Russo ✔️ Eletto | 91 285  | 44,60 | Movimento 5 Stelle                   | 91 285  | 44,60 |
|                        | Ester Bonafede           | 74 862  | 36,58 | Forza Italia                         | 48 853  | 23,87 |
| Lega                   | Ester Bonafede           | 74 862  | 36,58 | 11 655                               | 5,69    |       |
| Fratelli d'Italia      | Ester Bonafede           | 74 862  | 36,58 | 7 503                                | 3,67    |       |
| Noi con l'Italia - UDC | Ester Bonafede           | 74 862  | 36,58 | 6 851                                | 3,35    |       |
|                        | Mario Cicero             | 25 662  | 12,54 | Partito Democratico                  | 21 868  | 10,68 |
| +Europa                | Mario Cicero             | 25 662  | 12,54 | 2 448                                | 1,20    |       |
| Italia Europa Insieme  | Mario Cicero             | 25 662  | 12,54 | 740                                  | 0,36    |       |
| Civica Popolare        | Mario Cicero             | 25 662  | 12,54 | 606                                  | 0,30    |       |
|                        | Nadia Spallitta          | 6 415   | 3,13  | Liberi e Uguali                      | 6 415   | 3,13  |
|                        | Mattea Quaranta          | 2 200   | 1,07  | Il Popolo della Famiglia             | 2 200   | 1,07  |
|                        | Giovanni Maniscalco      | 1 358   | 0,66  | Potere al Popolo!                    | 1 358   | 0,66  |
|                        | Lorenza Minuto           | 1 206   | 0,59  | Italia agli Italiani                 | 1 206   | 0,59  |
|                        | Vincenzo Di Bella        | 738     | 0,36  | CasaPound                            | 738     | 0,36  |
|                        | Francesco Aliberti       | 526     | 0,26  | PRI - ALA                            | 526     | 0,26  |
|                        | Francesco Lo Conte       | 228     | 0,11  | Lista del Popolo per la Costituzione | 228     | 0,11  |
|                        | Daniela Cataldo          | 200     | 0,10  | Partito Valore Umano                 | 200     | 0,10  |
| Totale                 | Totale                   | 204 680 | 100   |                                      | 204 680 | 100   |
|                        |                          |         |       |                                      |         |       |
| Voti non validi        | Voti non validi          | 9 774   | 4,56  |                                      |         |       |
| Votanti                | Votanti                  | 214 454 | 60,46 |                                      |         |       |
| Elettori               | Elettori                 | 354 698 |       |                                      |         |       |